# 国際標準書誌記述

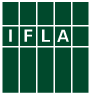
国際標準書誌記述を制定した国際図書館連盟 (IFLA)のロゴ

国際標準書誌記述 (こくさいひょうじゅんしょしきじゅつ、英: international Standard Bibliographic Description, ISBD) とは、国際図書館連盟の目録分科会が策定し、維持・管理する書誌記述の国際的な作成基準である。書誌情報の国際的な標準化と互換性の確保を目標としており、複数の国の目録規則がこのISBDに準拠して作成されている。ISBDは資料別に作成されてきたが、2011年にはFRBRに準拠した統合版が発表された。

## 内容
ISBDは、書誌記述に記述するべき情報について「エリア」と、その下に存在する具体的な記録項目である「エレメント（書誌的要素）」という概念で整理している。
なお、2011年発表の統合版からはエリア0「内容形式と資料種別エリア」が登場した。エリア0は記述対象を「内容形式」「内容説明」「再現に用いる機器タイプ」という３つの面で表現することを意図している。
|   | エリア                   | 項目と区切り記号                                                                 | 記載例                      |
| - | ------------------------ | -------------------------------------------------------------------------------- | --------------------------- |
| 0 | 内容形式と資料種別エリア |                                                                                  | テキスト（視覚） : 機器不要 |
| 1 | タイトルと責任表示エリア | 本タイトル[一般資料表示GMD] : 並列タイトル : その他のタイトル関連情報 / 責任表示 | 中国の大盗賊 / 高島俊男     |
| 2 | 版エリア                 | 版表示 = 並列版表示 / 版に関する責任表示 , 付加的版表示                          | 完全版                      |
| 3 | 資料特性エリア           | 資料特性エリア                                                                   |                             |
| 4 | 出版頒布等エリア         | 出版地等 ; 出版社等, 出版年[制作地; 製作者の名称 , 制作年]                       | 東京 ; 講談社, 2004         |
| 5 | 形態別記述エリア         | 特定資料表示とその数量範囲 ; その他の形態的細目 : 大きさ                         | 327p. ; 18cm                |
| 6 | シリーズ エリア          |                                                                                  | （講談社付現代新書 ; 1746） |
| 7 | 注記エリア               |                                                                                  |                             |
| 8 | 標準番号と利用条件エリア |                                                                                  | ISBN 4-06-149746-4 : JPY840 |

エリア内のエレメントは記号からなる「区切り記号 (punctuation) 」で分けられている。エレメントにおける区切り記号は「各種情報源からの記録を交換できるようにして、ある国で作られた書誌レコードがその他の国の図書館の目録などにたやすく受け入れられるようにする」「言語障壁を超えて、ある言語の使用者のために作られた書誌レコードが他の言語使用者にも解釈できるようにする」「書誌レコードのデジタル形式への変換を助ける」「他の基準との相互運用性を高める」という4つを目的としている。
また、書誌記述は資料ごとの差異を記述することを目的としているため、例えば「夏目金之助（夏目漱石のこと）」というあまり一般的でない表記であっても、資料に書かれているとおり記録するという「転記の原則」を掲げているが、これは書誌記述の作成基準であるISBDにおいても採用されている。
なお、ISBDはRDAと互換性がある。

## 沿革

### ISBDの誕生
1961年のパリ会議にて、標目に関する国際原則であるパリ原則が合意されたことを受けて、1969年にコペンハーゲンで国際目録専門家会議が開催された。これによりISBD作成ワーキンググループが組織され、1971年に単行書用のISBD (M: Monographic Publications) 勧告案を発表したのち、翌年の予備版を経て、1974年にISBD (M) の標準第1版を発表した。
その後、逐次刊行物用のISBD (S: Series) が検討される中で、資料種別のISBD間の不統一の恐れが指摘され、その結果1977年に、資料の種別によらず全体の枠組みを示したISBD (G: General) が公表された。一方で資料種別の規定を行うISBDの作成も進み、楽譜用のISBD (PM: Printed Music)、古書用のISBD (A: Antiquarian)、地図資料用のISBD (CM: Cartographic Materials)、継続資料用のISBD (CR: Continuing Resources)、電子資料用のISBD (ER: Electronic Resources)、非図書資料用のISBD (NBM:Non-book Materials) などが作成された。

### 1度目の全体改訂 (1977年〜1992年)
1977年には、国際図書館連盟の目録分科会常任委員会が、すべてのISBDを5年間固定しその後改訂すると決定し、ISBD検討委員会を設置した。1981年には「ISBDsの一貫性の向上と諸条項の調和」「実例の改善」「非ローマ字資料の目録担当者が適用しやすい規則の策定」を目的として改訂計画が発表され、その結果1987年にISBD (M)，(CM)，(NBM) の改訂版が、1988年にISBD (S) の改訂版が、1991年にはISBD (A) と (PM) それぞれの改訂第2版が、そして1992年には ISBD (G) 改訂版が刊行された。
また、1988年には構成部分の記述にISBDを適用するためのガイドラインが出され、1990年には ISBD (CF: Computer Files) 勧告案が策定された。

### FRBRの誕生と2度目の全体改訂 (1992年〜2004年)
20世紀末には、利用環境の変化に合わせて目録規則を変更する動きが生じた。1990年に開催された国際図書館連盟 (IFLA) のストックホルム・セミナーでは
1. 図書館が直面している経済状況
2. 目録作成経費削減の必要性の認識
3. 利用者ニーズを満たす必要
4. 多様性や、書誌レコードが使われるさまざまな状況がもたらす広範なニーズにもっと効果的に取り組む必要

の4点が認識され、その結果1992年に「IFLA 書誌レコードの機能要件 (FRBR) 研究グループ」が設置されるとともに、ISBD改訂作業の延期が決定された。その一方で、1992年には新たにISBD (G) が、1997年にはISBD (CF) を改訂してISBD (ER: Electric Resources) が刊行された。
1998年、IFLA目録分科会が書誌レコードの機能要件（FRBR）を刊行すると、同分科会はISBD検討グループに対し、FRBRとの整合性を目指したISBDの改訂を指示した。これにより2回目の全体改訂プロジェクトが始動し、2002年にはISBD (M) 2002改訂版、およびISBD (S) を改訂したISBD (CR: Serials and Other Continuing Resource) が、2004年にはISBD (G) 2004改訂版が刊行された。

### 統合版へ向けて (2002年〜2007年)
2002年から2003年にかけて、エリア6の検討を行う「ISBDシリーズ研究グループ」、ISBD間の不統一の解消と統一版の作成の実現可能性を検討する「ISBDの将来方向検討グループ」、資料一般表示 (General Material Designation: GMD) の位置などを検討する「資料表示研究グループ」が結成された。その後2006年には、予備統合版の草案である「ISBD2006統合版」がワールドワイドレビューに付され、同時にISBD (A) の改訂が行われた。
2007年には予備統合版が発表され、それに伴い既存のISBDsが廃止された。

### 統合版の発表
2007年に予備統合版が発表されたのち、GMDの位置と内容に関する改訂案の発表、および統合版の全体草案のWeb公開を経て、2011年にはFRBRに準拠した統合版 (consolidated edition) が登場した。

## ISBDの活用

### 国際的な活用
ISBDが改訂されると、各国の目録規則もそれに合わせて改訂されるなど、全国書誌作成機関や個々の図書館が採用する目録規則に影響を与えてきた。また、1961年のパリ原則に代わる目録の国際合意として、国際図書館連盟が2016年に策定した国際目録原則覚書では、ISBDが国際的に合意された書誌記述の基準として記されている。
なお、ISBDは全国書誌作成機関やその他の図書館が必要とする、レベルの異なる記述の作成に配慮している。

### 日本
日本では文字列に記号を挿入する習慣がなかったため、『日本目録規則新版予備版』では、ISBDを適用するも区切り記号を採用しておらず、書誌事項の間に空白を入れる「字空け」で対応していた。しかし、日本目録規則1987年版の書誌記述では区切り記号も導入した。また、日本の大学図書館、高等専門学校図書館、専門図書館が参加するNACSIS-CATでもISBDが採用されている。

### 英語圏
イギリス、アメリカ、カナダ、オーストラリアなどが用いた英米目録規則の第2版は、パリ原則とISBDに準拠した。